# Zlatko Portner
Zlatko Portner (Servisch: Златко Портнер) (Ruma, 16 januari 1962 – Zwitserland, september 2020) was een Servisch handballer die onder andere voor RK Metaloplastika en FC Barcelona-Cifec heeft gespeeld.
Op de Olympische Spelen van 1988 in Seoel won hij de bronzen medaille met Joegoslavië. Portner speelde zes wedstrijden en scoorde 31 doelpunten.
In 2008 werd Portner Zwitser.
Zijn zoon Nicola is ook handbalinternational, maar dan voor Zwitserland.
Zlatko Portner overleed op 58-jarige leeftijd.
Mirko Bašić · Jožef Holpert · Boris Jarak · Slobodan Kuzmanovski · Muhamed Memić · Alvaro Načinović · Goran Perkovac · Zlatko Portner · Iztok Puc · Rolando Pušnik · Momir Rnić · Zlatko Saračević · Irfan Smajlagić · Ermin Velić · Veselin Vujović